# L.A. Live
LA Live est un complexe de divertissement situé dans le quartier South Park du centre - ville de Los Angeles, en Californie . Il est adjacent au Staples Center et au Los Angeles Convention Center.
LA Live a été développé par Anschutz Entertainment Group (AEG), Wachovia Corp, Azteca Corp. Il a été financé par la société d'investissement MacFarlane Partners, et avec des reports d'impôts payés par les contribuables de Los Angeles. Il a coûté environ 2,5 milliards de dollars. Le cabinet d'architectes responsable du plan général et des bâtiments de la phase deux était RTKL Associates, basé à Baltimore.

## Chronologie
La construction initiale de LA Live a commencé en septembre 2005. La première phase a ouvert en octobre 2007 et contenait le Microsoft Theatre, la Xbox Plaza, une place de vente ainsi qu'un garage souterrain, contenant une partie du projet prévoyant 4 000 places de stationnement.
| Phase     | Description de la phase | Ouverture programmée | Statut  |
| --------- | --- | -------------------- | ------- |
| Phase I   | Théâtre Microsoft et Xbox Plaza de 7100 places | Octobre 2007         | Terminé |
| Phase II  | Studios ESPN et complexe de restaurants / arcades ESPN Zone, restaurants, Grammy Museum, Club Nokia, bowling Lucky Strike et The Conga Room         | Octobre 2008         | Terminé |
| Phase III | Hôtel Ritz-Carlton / JW Marriott de 54 étages et multiplexe de théâtre phare de 14 salles de la côte ouest exploité par Regal Entertainment Group . | Fin 2009             | Terminé |

### Expansion explorée
Le Los Angeles Downtown News a rapporté le 11 novembre 2009 qu'AEG prévoyait de soumettre des plans d'expansion importants au service de planification le 12 novembre. Il comprend 30,901 m2  de bureaux et un espace de 25,007 m2 réservé à un studio de diffusion dimensionné pour diffuser au national, un hôtel de 275 chambres et un immeuble résidentiel de 25 étages avec 65 unités adjacentes au campus LA LIVE. " 
Pendant un temps, avant le retour des Rams de Los Angeles ,[Quand ?] Des plans étaient en cours d'élaboration pour que la NFL revienne à Los Angeles avec un nouveau stade prévu sur le campus, appelé Farmers Field . Le conseil municipal de Los Angeles a approuvé un protocole d'accord (MOU) non contraignant avec AEG lors d'un vote  de 12 contre 0 le 9 août 2011.
Avec la résiliation du projet de vente d' AEG et le départ de Tim Leiweke, qui ont été annoncés le 14 mars 2013, les plans de construction de Farmers Field ont pris fin. AEG a abandonné le projet en mars 2015, après que les Raiders d'Oakland de l'époque et les Chargers de San Diego de l'époque, et les Rams de Saint-Louis (les trois candidats les plus probables à la relocalisation) aient tous proposé leurs propres plans de stade au cas où ils déménageraient à Los Angeles.

## Fonctionnalités
LA Live propose 520,257 m2  de salles de bal, bars, salles de concert, restaurants, cinémas. Il propose du surcroît un hôtel de 54 étages et une tour en copropriété sur un site de 10,9 ha. Le complexe est devenu la maison d'AEG et du siège d' Herbalife en 2008.

### Xbox Plaza
Xbox Plaza (anciennement Microsoft Square) est une place en plein air de 3,716 m2 qui sert de lieu de rencontre central pour LA Live. La place offre un lieu de diffusion avec des écrans LED géants ainsi qu'un site de tapis rouge pour des événements spéciaux. La Xbox Plaza a accueilli le premier événement WWE SummerSlam Axxess le week-end du 22 août 2009, précédant l'événement SummerSlam 2009 du 23 août au Staples Center. Le 24 juin 2010, la place a accueilli l'avant-première officielle sur le tapis rouge de The Twilight Saga: Eclipse, entre autres.

### Microsoft Theater et The Novo

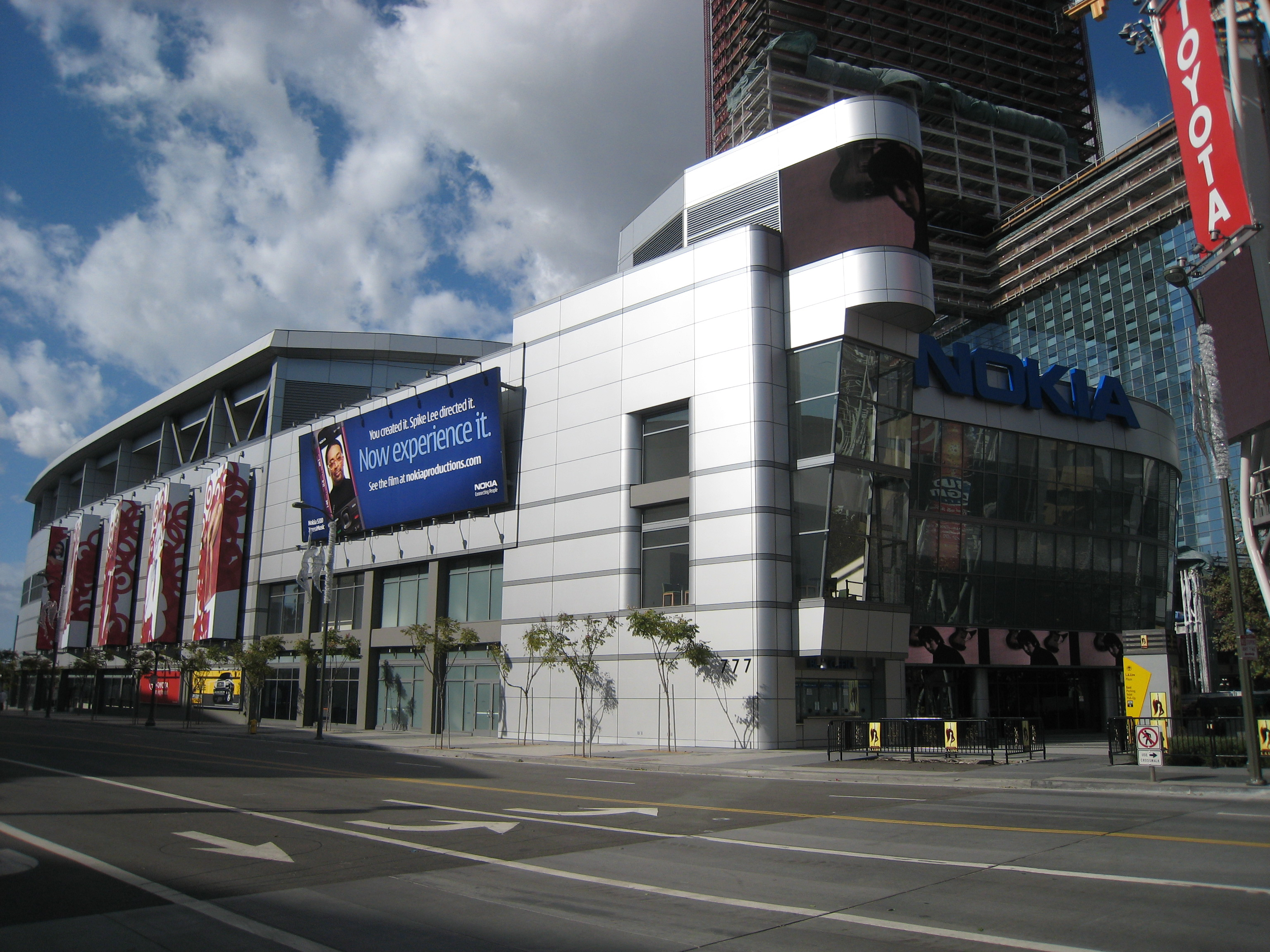
Le Microsoft Theater terminé (anciennement Nokia Theatre) de Chick Hearn Court

Microsoft Theater (anciennement Nokia Theater avant juin 2015  ) est un lieu de musique et de théâtre pouvant accueillir 7 100 personnes, et le Novo (ancien club Nokia) est un lieu plus petit avec une capacité de 2 300 places pour la musique en direct et les événements culturels,. Le théâtre accueille les ESPY Awards depuis 2008. Le premier événement programmé tenu au théâtre de Microsoft était un concert comportant The Eagles et The Dixie Chicks le 18 octobre 2007. Les événements nationaux accueillis depuis ont notamment inclus les American Music Awards le 18 novembre 2007. Le lieu a également accueilli la finale des septième, huitième et neuvième saisons d' American Idol les 21 mai 2008, 20 mai 2009 et 25 mai 2010, respectivement. L'album live de l'artiste John Mayer, Where the Light Is: John Mayer Live à Los Angeles, a été enregistré au Microsoft Theater. Le 11 mars 2008, l' Académie des arts et des sciences de la télévision a annoncé avec AEG que le lieu serait le siège de la cérémonie des Primetime Emmy Awards de 2008 à au moins 2018. Les MTV Video Music Awards 2010 ont eu lieu au Microsoft Theater le 12 septembre 2010.

### Musée Grammy

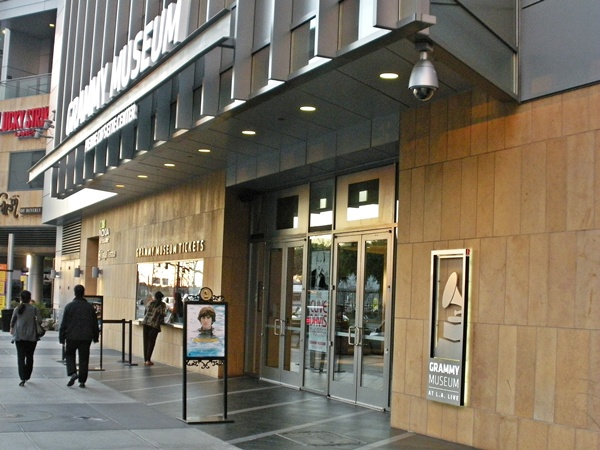
L'entrée du Grammy Museum à LA Live

Le 8 mai 2007, il a été annoncé que la National Academy of Recording Arts and Sciences créerait un musée consacré à l'histoire des Grammy Awards. Le musée a ouvert ses portes en décembre 2008 pour le 50e anniversaire des Grammy Awards. Il se compose de quatre étages avec des artefacts musicaux historiques,. Il a présenté un certain nombre d'expositions, y compris l'exposition des auteurs-compositeurs John Lennon, qui a été ouverte du 4 octobre 2010 au 31 mars 2011. Des disques en bronze, similaires au Hollywood Walk of Fame, sont intégrés sur les trottoirs des rues de LA Live, honorant les meilleurs gagnants de chaque année, le record de l'année, le meilleur nouvel artiste, l'album de l'année et la chanson de l'année.

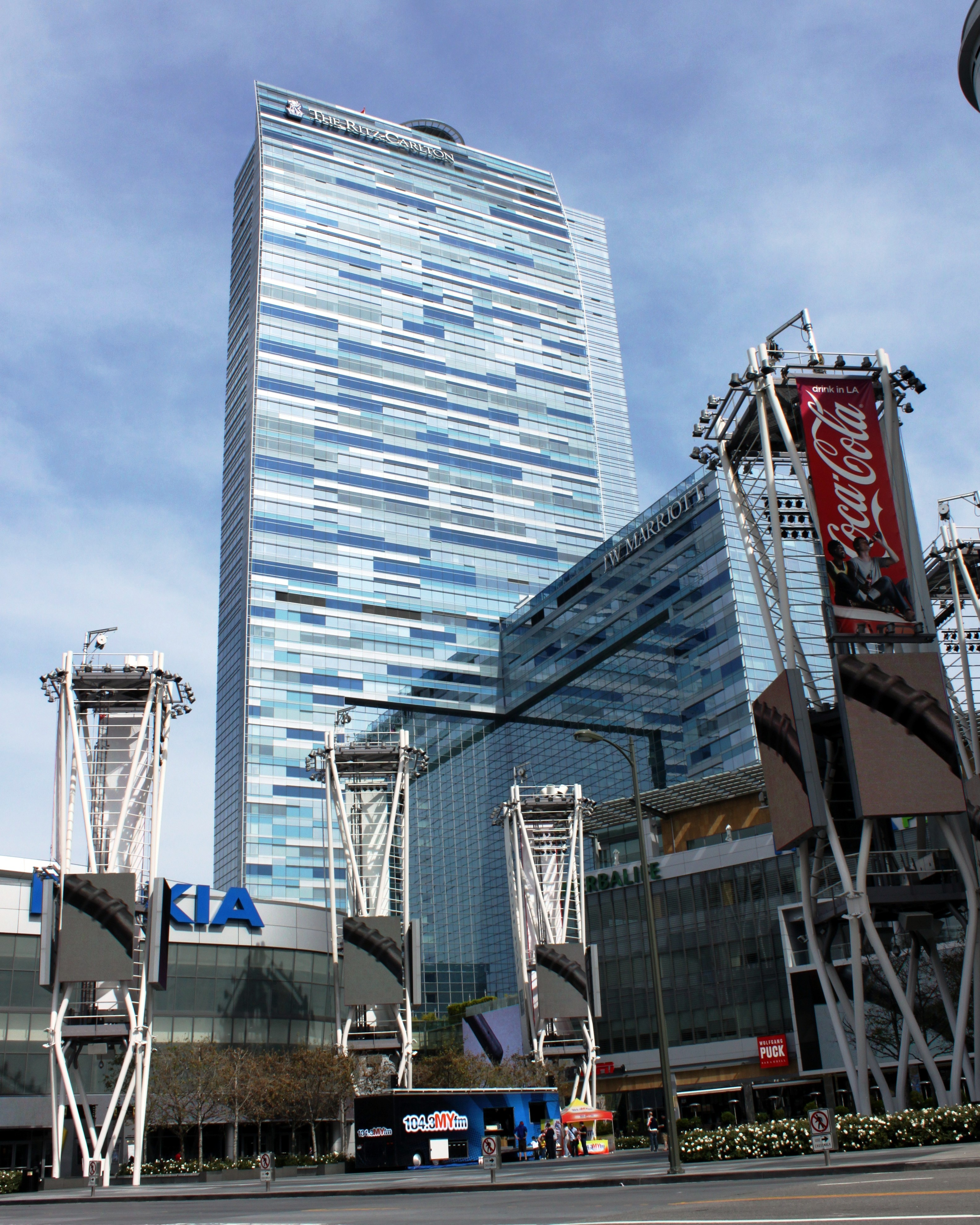
Hôtels Marriott's Ritz Carlton et JW Marriott

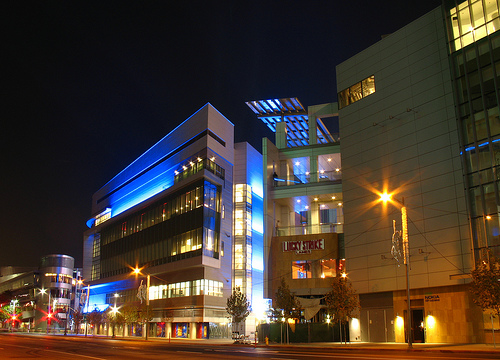
LA Live la nuit de la rue Figueroa

### Hôtels et résidences
La pièce maîtresse du quartier est une tour hybride de 54 étages et de 1 001 chambres réparties dans deux hôtels, construite au-dessus du parking directement au nord du Staples Center. Conçu par Gensler et construit par Webcor Builders, le gratte-ciel contient à la fois un hôtel JW Marriott de 879 chambres aux étages 3 à 21 et un hôtel Ritz-Carlton de 123 chambres aux étages 22 à 26. Les étages 27 à 52 contiennent 224 résidences en copropriété avec le Ritz Carlton. La conception architecturale de la tour évolue à partir d'un «motif géométrique de verre scintillant teinté de bleu». Thirty-four different types of glass were installed to create the uniquely patterned facade. L'inauguration de la tour a eu lieu en juin 2007. Le projet a été achevé au premier trimestre de 2010.
En juillet 2014, le groupe Marriott a ouvert une deuxième tour hybride de deux hôtels avec 393 chambres juste au nord de l'autre côté de Olympic Boulevard avec un Marriott Courtyard et un Residence Inn. Le projet a été construit grâce aux fonds du programme de visa EB-5.

En mars 2015, AEG a annoncé qu'il ajouterait 755 chambres au JW Marriott en construisant un gratte-ciel sur le côté nord d'Olympic Boulevard à côté du bâtiment Marriott Courtyard et Residence Inn. Le nouveau bâtiment serait relié par un pont sur la chaussée et, une fois terminé, le JW Marriott serait le deuxième plus grand hôtel de Californie avec 1 756 chambres.

### ESPN Zone et studios de diffusion
La deuxième phase de développement comprenait 1,140 m2 de studios de diffusion ESPN, ainsi qu'un restaurant ESPN Zone construit au coin de Figueroa Street et Chick Hearn Court . Dans un effort pour étendre la couverture médiatique des sports de la côte ouest, ESPN a commencé à diffuser l'édition 1 AM ET (10 PM PT) de SportsCenter à partir du studio le 6 avril 2009,,. Le restaurant ESPN Zone a fermé ses portes en juillet 2013 et a été remplacé par les restaurants Tom's Urban 24, Smashburger et Live Basil Pizza.

### Cinémas Royaux
Le complexe cinématographique de Regal Entertainment Group d'un coût de 100 millions de dollars et de 13,000 m2 a ouvert ses portes en 2009 et comprend 14 écrans et 3 772 sièges. Il propose un atrium de style art déco de trois étages et un théâtre de 806 places appelé «Regal Premiere House» destiné aux premières «lucratives». Le complexe théâtral est devenu le lieu iconique du groupe sur la côte ouest au moment de son ouverture. Le film Michael Jackson's : This is it était le film d'ouverture au théâtre.

### Restaurants
LA Live accueille également un ensemble de restaurants haut de gamme et intermédiaires, notamment le Fleming's Prime Steakhouse &amp; Wine Bar, Katsuya, Lawry's, Rock'N Fish, Rosa Mexicana, Cleo, Wolfgang Puck Bar & Grill et Yard House.

## Zonage scolaire
Les résidences du Ritz Carlton se situent dans le district scolaire des écoles de Los Angeles. Les écoles à proximité sont notamment : Olympic Primary School, 10th Street Elementary School (1-5), John H. Liechty Middle School (6-8), et la zone universitaire Belmont (9-12) qui comprend le lycée Belmont et d' autres écoles.

### Galerie de construction

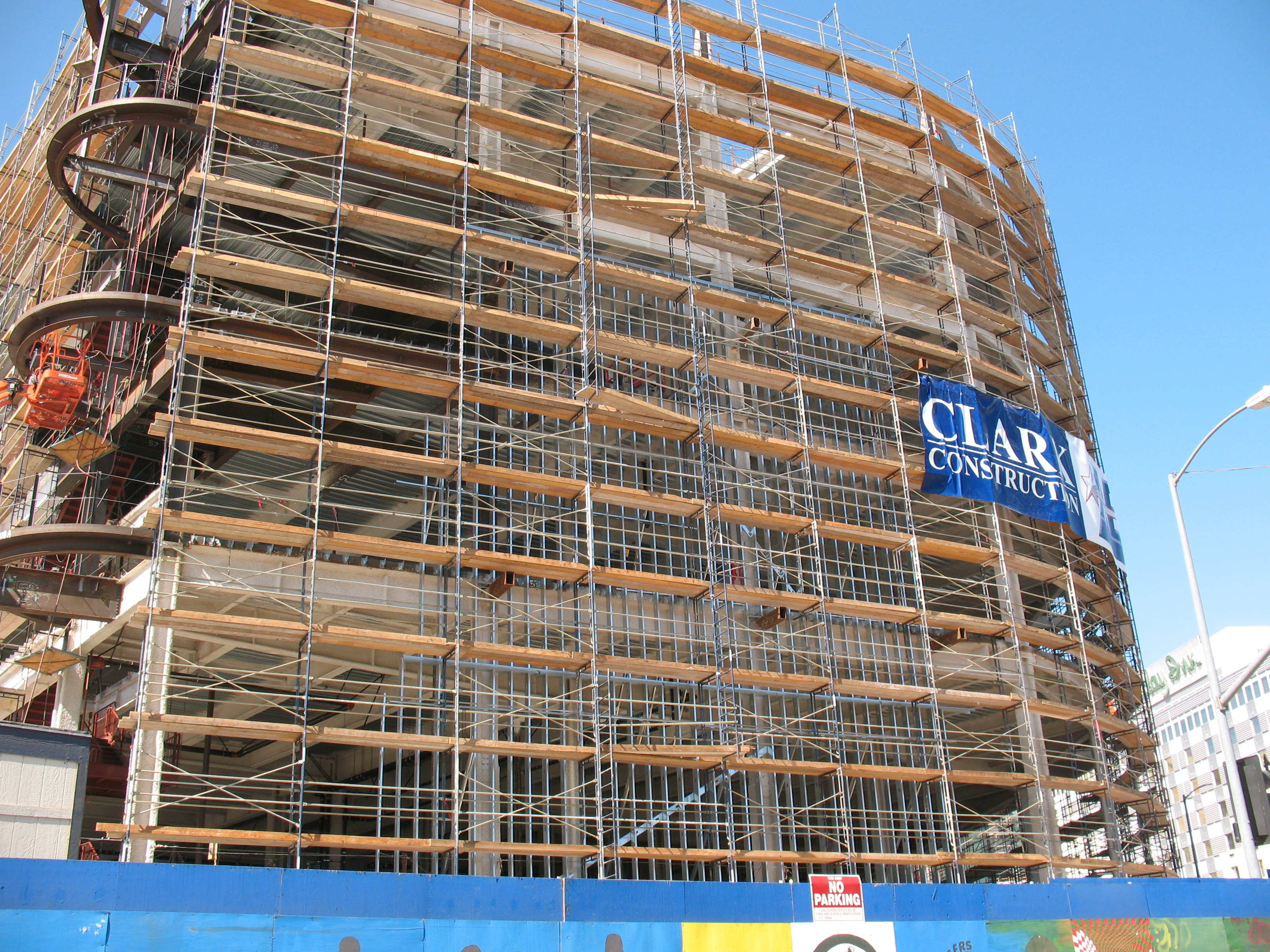
LA Live pendant la construction
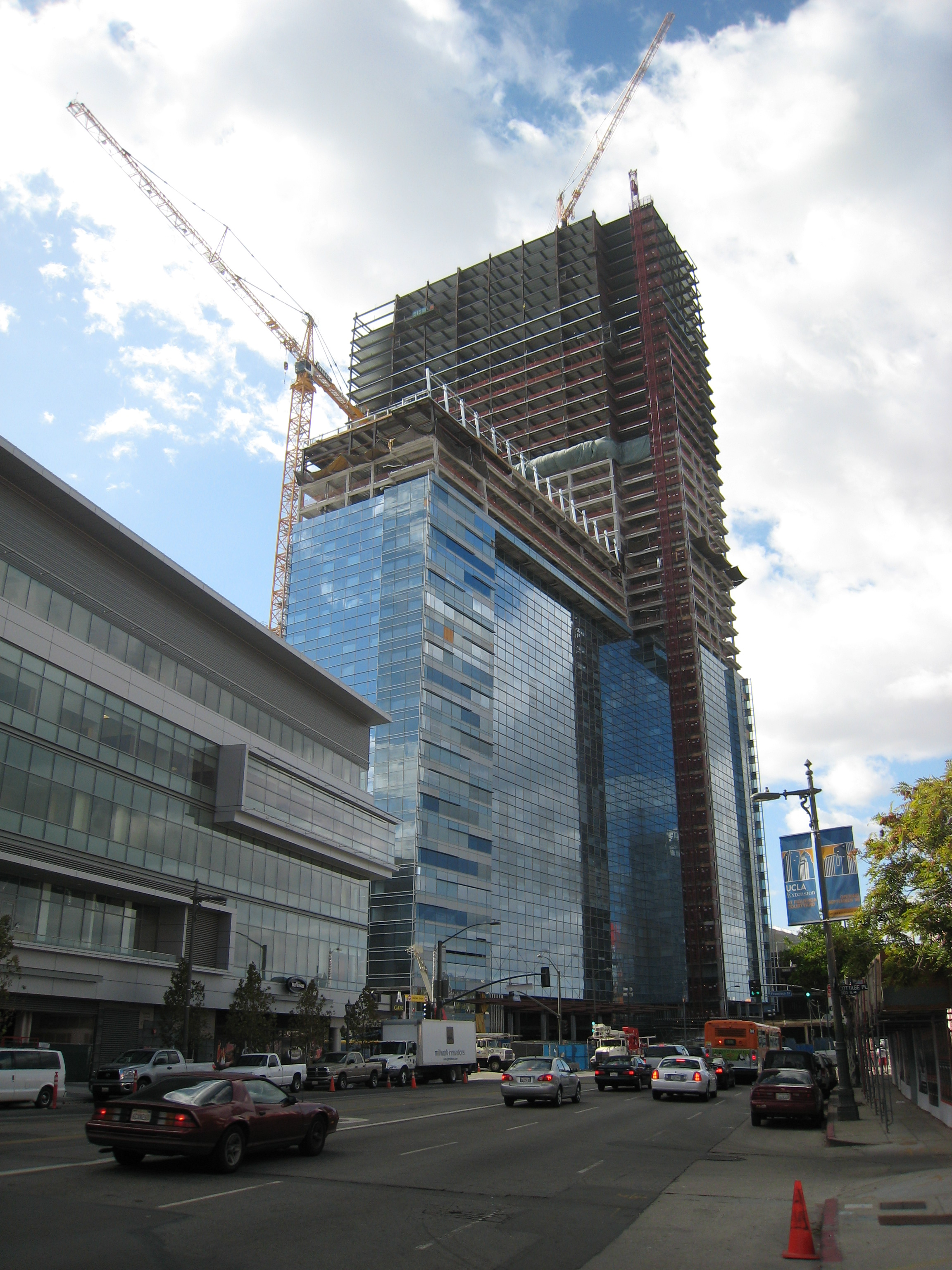
L'hôtel sur Olympic Boulevard en construction en novembre 2008
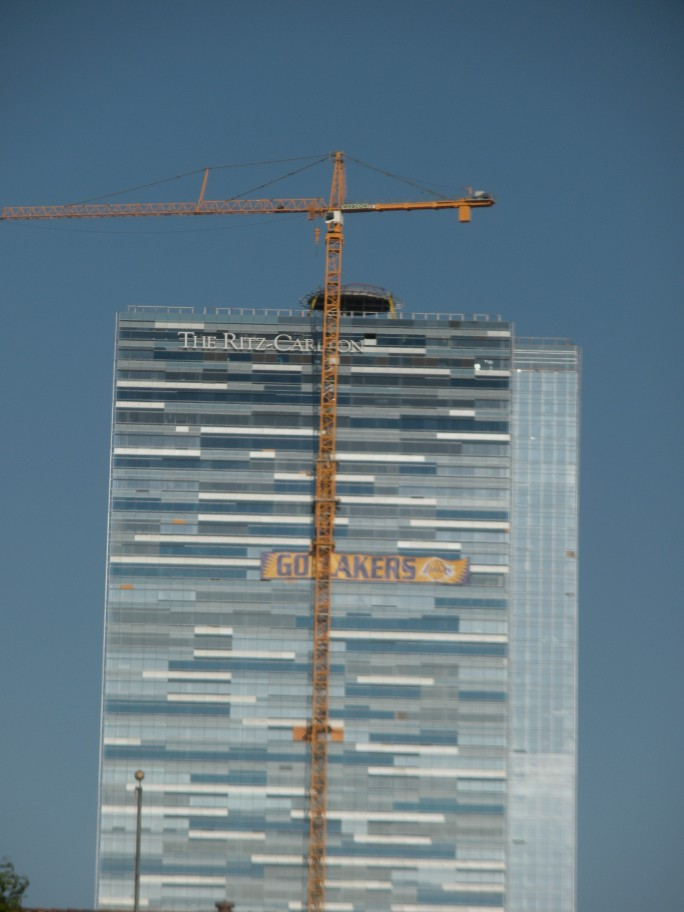
Les résidences Ritz Carlton terminées à LA Live
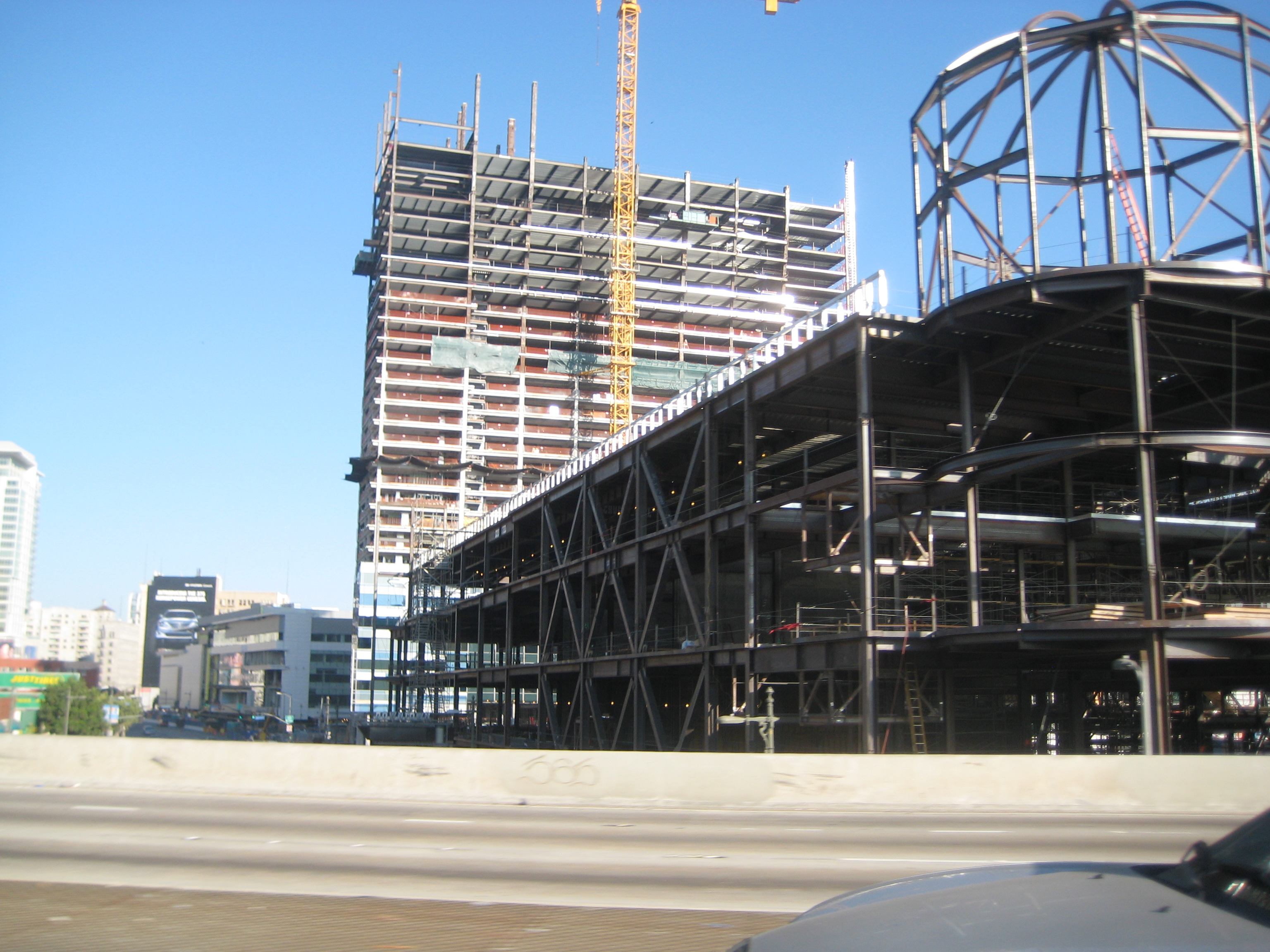
Regal Theatre et Marriott en construction à l'été 2008.